# Sd.Kfz. 254
Sdkfz 254 là tên một loại xe bánh lốp - xích kết hợp, dùng trong do thám, phục vụ cho lực lượng Đức Quốc xã trong thế chiến II.
Từ năm 1936, chiếc xe được biết dưới cái tên kỹ thuật RK-7 sản xuất bởi hãng Saurer với vai trò là xe kéo pháo trong quân đội Áo. Việc thử nghiệm được hoàn thành và vào năm 1937, một lời đề nghị được gửi đến cho tập đoàn với nội dung yêu cầu sản xuất thêm vào năm 1938. Có khoảng 12 chiếc xe loại này được chuyển đến cho Anschluss (lực lượng Áo trực thuộc Đức Quốc xã được thành lập vào năm 1938).
Việc sản xuất những chiếc xe này tiếp tục sau việc chuyển nhượng cho Anschluss. Có tổng cộng 140 chiếc được sản xuất. Tên kỹ thuật mới của nó bên tiếng Đức là Sdkfz 254. Chiếc xe được thiết kế theo kiểu xe bánh hơi bố trí ngoài xích với động cơ chạy bằng diesel. Những chiếc bánh hơi được sử dụng để di chuyển trong thành phố còn bánh xích được sử dụng để di chuyển trong các địa hình hiểm trở. Một số chúng được thấy hoạt động ở Bắc Phi với vai trò là xe theo dõi cho lực lượng pháo binh, chúng được trang bị thêm điện đàm và ăng-ten khi thực hiện nhiệm vụ này.